# علي فوسيني
علي فوسيني (بالإنجليزية: Ali Fuseini)‏ (7 ديسمبر 1988 بأكرا في غانا - ) هو لاعب كرة قدم غاني في مركز الوسط. لعب مع نادي ليويس ونادي ميلوول ونادي بروملي ولينكولن سيتي أف سي وEastleigh F.C. ‏ وساتون يونايتد.

## وصلات خارجية
- علي فوسيني على موقع قاعدة بيانات كرة القدم.إي يو (الإنجليزية)
- علي فوسيني على موقع Soccerbase.com (لاعب) (الإنجليزية)